# Oxypilus pallidus
Oxypilus pallidus är en bönsyrseart som beskrevs av Roger Roy 1966. Oxypilus pallidus ingår i släktet Oxypilus och familjen Hymenopodidae. Inga underarter finns listade i Catalogue of Life.